# Бенжамен Бушуарі
Бенжаме́н Бушуарі́ (фр. Benjamin Bouchouari, нар. 13 листопада 2001, Боржергут, Бельгія) — марокканський футболіст, півзахисник французького клубу «Сент-Етьєн».

## Ігрова кар'єра

### Клубна
Бенжамін Бушуарі народився у Бельгії і грати у футбол починав в юнацьких командах бельгійських клубів. У 2019 році він перебрався до Нідерландів, де продовжив виступи в молодіжній команді «Фортуни» з Сіттарда.
Перед початком сезону 2020/21 Бушуарі перейшов до клубу «Рода», який виступав в Еерстедивізі. Першу гру у новій команді Бушуарі провів 28 жовтня 2020 року у рамках Кубку Нідерландів проти свого колишнього клубу «Фортуна». А за кілька днів - 9 листопада футболіст дебютував і в чемпіонаті країни.
У серпні 2022 року Бушуарі підписав трирічний контракт з французьким клубом «Сент-Етьєн» з французької Ліги 2.

### Збірна
У 2023 році у складі збірної Марокко (U-23) Бенжамін Бушуарі став переможцем молодіжного кубку африканських націй, який проходив саме в Марокко. І через цей турнір марокканська команда кваліфікувалася на Літні Олімпійські ігри 2024 в Парижі. 
Також у 2023 році Бушуарі отримав виклик до національної збірної Марокко на товариські ігри але на поле того разу не виходив.

## Титули
Марокко (U-23)
 Переможець молодіжного кубка африканських націй: 2023